# Stef Tavernier
Stef Tavernier is een personage uit de Vlaamse soapserie Wittekerke dat werd gespeeld door Koen De Bouw. Hij was te zien in seizoen 2 & 3, van 1995 tot 1996.

## Personage
Stef is de criminele broer van Tanja, wanneer hij uit de gevangenis komt gaat hij bij zijn zus wonen. Stef is destijds door toedoen van Georges en Bob in de gevangenis terechtgekomen. Katrien Coppens is de kamergenoot van Tanja en vindt Stef meteen de max. Hij kan niet lezen of schrijven en Katrien probeert hem daarmee te helpen. Hij wordt ook bevriend met Bart, de zoon van Bob, maar enkel en alleen om Bob te kunnen treiteren. 
Eerst lijkt het nog goed te gaan met Stef, maar na een tijdje raakt hij aan de drugs en het gaat van kwaad naar erger. Hij gaat terug naar de gevangenis maar hij weet te vluchten. Dan begint zijn wraak tegen iedereen die hem ooit gekwetst heeft. Dit kost het leven aan Greet, Naomi, Chris en bijna dat van Nellie.

## Vertrek
Stef heeft een val opgezet voor Bob, hij heeft hem en Nellie naar zijn bunker gelokt waar alles vol dynamiet zit. Hij wil Russische roulette spelen, om de beurt zal hij iemand neerschieten. Bob slaat hem echter het wapen uit de hand en samen vluchten ze. Er is echter nog een val, in het portier van de auto zit een geweer en Nellie wordt in het hoofd geraakt, ze is zwaargewond. Ondertussen is de bunker van Stef helemaal omsingeld door politie en kan hij geen kant meer op. dan ontploft het dynamiet en Stef sterft.

## Slachtoffers
- agent
- Greet Ruytjens
- Naomi Dubois
- Chris Deleu

## Familie
- Tanja Tavernier (zus)